# アナンタラ・バンコク・リバーサイド
アナンタラ・バンコク・リバーサイド(Anantara Bangkok Riverside)は、タイの首都であるバンコク・トンブリー区にある最高級ホテル。旧名称はマリオット・ロイヤル・ガーデン・リバーサイドで、2001年1月にバンコク・マリオット・リゾート&スパに変更した。2011年11月1日からはマリオット・インターナショナルを離脱し、名称をアナンタラ・バンコク・リバーサイド・リゾート&スパに変更した。

## 特徴
チャオプラヤー川の西岸に建ち、豊かな緑に囲まれたリゾートムード満点のホテル。11エーカーの広大な敷地を持つ。
全ての客室にバルコニー付いてあり、スタンダードでも約38平方メートルで比較的広いが、バスルームはバンコクにある他の最高級ホテルと比べて狭く、高級感に乏しい。
チャオプラヤー川沿いに建つマンダリン オリエンタル バンコクやザ・ペニンシュラ・バンコク、シャングリ・ラ ホテル バンコクと比べてバンコク・スカイトレインのサパーンタークシン駅(สถานีสะพานตากสิน)からかなり距離があるが、ホテル-サパーンタークシン駅間を往復する無料のシャトルボートが一定時間おきに運航されている。
1992年開業、413室。

## 設備
- ザ マーケット(The Market)　インターナショナル料理
- ザ ライス ミル(The Rice Mill)　中華料理
- ザ マノーラ(The Manohra)　ディナークルーズ
- エレファント バー(Elephant Bar)　バー
- ロングテール バー(Longtail Bar)　バー
- 紅花(BENIHANA)  鉄板焼
- トレダー ビックス(Trader Vic's)　環太平洋料理
- リバーサイド・テラス(Riverside Terrace)　ビュッフェ
- マンダラ スパ(Mandara Spa)　スパ
- プール　屋外に1か所

など